# Луций Квинкций Цинцинат (консул 428 пр.н.е.)
Вижте пояснителната страница за други значения на Луций Квинкций Цинцинат.
Луций Квинкций Цинцинат (на латински: Lucius Quinctius Cincinnatus) e политик на Римската република през 5 век пр.н.е.
През 428 пр.н.е. вероятно е консул заедно с Авъл Семпроний Атрацин.